# Phar Lap
Phar Lap war ein 1926 geborenes Pferd, das viele für das beste australische Rennpferd aller Zeiten halten. Geboren in Neuseeland spielte es während seiner langen und erfolgreichen Rennkarriere eine bedeutende Rolle in der australischen Pferderennszene und wurde manchmal auch „das australische Wunderpferd“ genannt. Man nannte es auch „The Red Terror“ oder „Big Red“, so wie auch die beiden bedeutendsten US-amerikanischen Rennpferde Man o’ War und Secretariat genannt wurden. Vater von Phar Lap war Night Raid aus Großbritannien (geb. 1918) und Mutter Entreaty aus Neuseeland (geb. 1920).

## Neuseeland und Australien

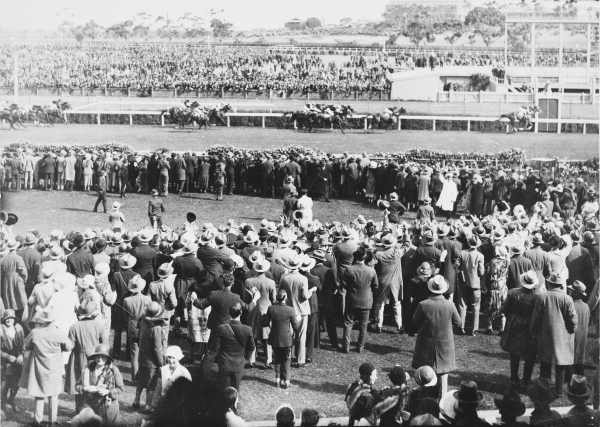
Phar Lap beim Gewinn des Melbourne Cup 1930

Phar Lap kam 1926 in Timaru in Neuseeland zur Welt. Sein Name bedeutet auf Thailändisch „Schneller Blitz“. Er wurde für 160 Guineen gekauft und von seinem neuen Eigentümer, dem aus den Vereinigten Staaten stammenden David J. Davis, nach Australien gebracht. 1930 gewann er den Melbourne Cup, und zwischen 1930 und 1931 siegte das Pferd in 14 Rennen hintereinander. 1930 versuchte jemand, ihn zu erschießen, vermutlich ein Buchmacher, der durch ihn viel Geld verloren hatte.

## Amerika
Für sein letztes Rennen wurde er von seinem Eigentümer per Schiff nach Tijuana in Mexiko gebracht, um im Agua Caliente Handicap zu laufen. Das Agua Caliente wurde im Hipódromo de Agua Caliente ausgetragen und bot die höchste Börse, die jemals in Nordamerika aufgeboten wurde. Phar Lap gewann mit neuem Streckenrekord, obwohl er 58,5 kg tragen musste. Anschließend wurde er zu einer Ranch nach Menlo Park in Kalifornien gebracht, während sein Eigentümer versuchte, neue Rennen für ihn zu vereinbaren.
Am Morgen des 5. April 1932 fand ihn sein Trainer mit erhöhter Temperatur vor, und er litt offensichtlich große Schmerzen. Nach wenigen Stunden starb das Pferd.
In seiner vierjährigen Rennkarriere gewann Phar Lap 37 seiner 51 Rennen. Ab seinem Gewinn des VRC St. Leger Stakes bis zu seinem letzten Rennen in Mexiko gewann Phar Lap 32 seiner 35 Rennen. Von den anderen war er in 2 Rennen Zweiter, nur um eine Kopfeslänge geschlagen, und im Melbourne Cup von 1931 wurde er Achter, musste aber als Handicap 68 kg tragen. Phar Lap hatte nie die Gelegenheit, gegen das seinerzeit führende US-amerikanische Rennpferd Equipoise, Pferd des Jahres 1932 und 1933, zu laufen.

## Nachleben

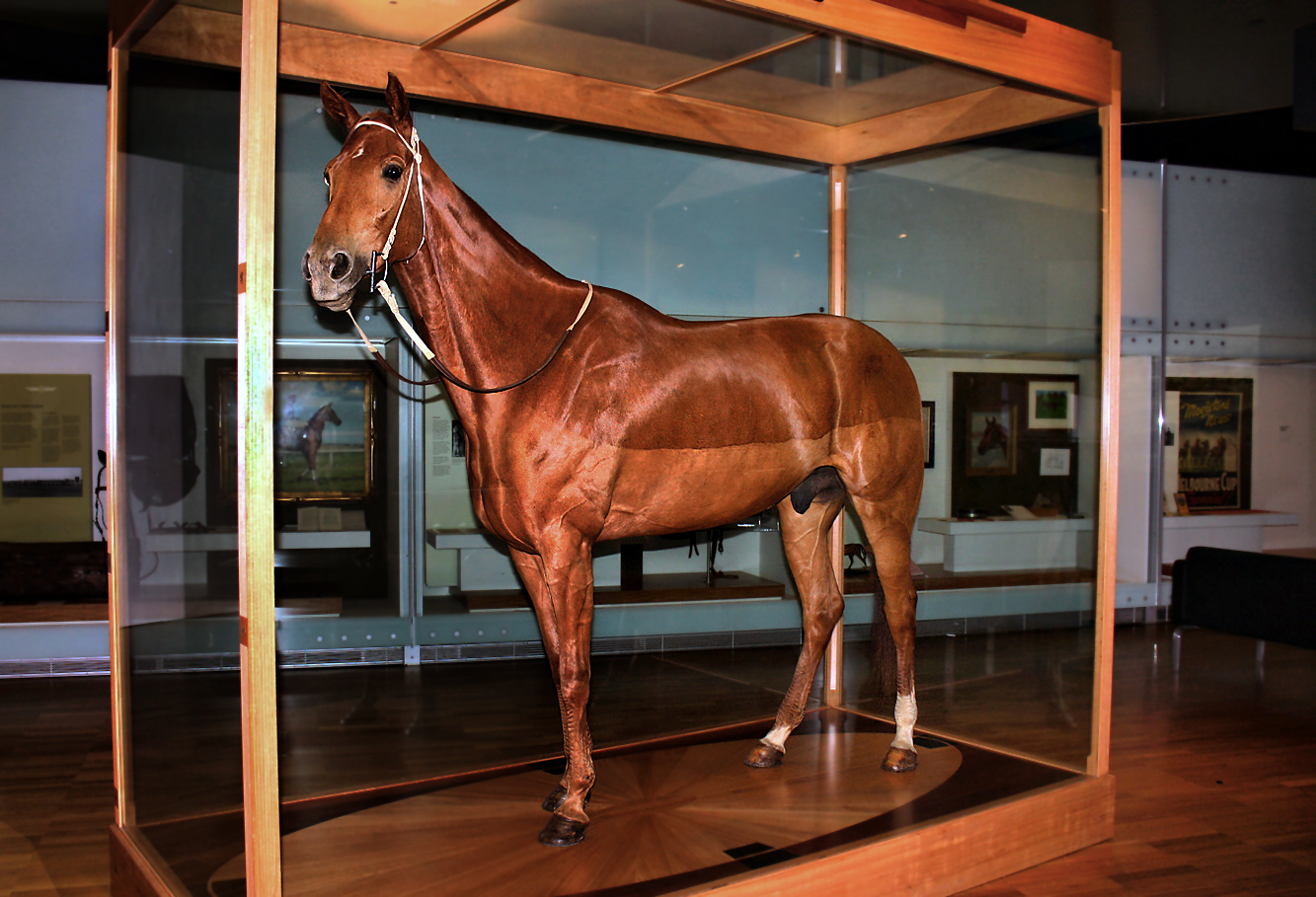
Der ausgestopfte Phar Lap

Nach seinem Tod wurde das Herz von Phar Lap an das Institut für Anatomie in Canberra geschickt, und das Skelett erhielt das Museum of New Zealand Te Papa Tongarewa in Neuseeland. Sein Fell wurde präpariert und ausgestopft und in der australischen Nationalgalerie in Melbourne ausgestellt. Sein Herz wog 6,2 kg, was sehr viel ist, da das Herz eines durchschnittlichen Pferdes 3,2 kg wiegt. Allerdings wog das Herz des berühmten Secretariat 9,6 kg, was bis heute einen Rekord darstellt.

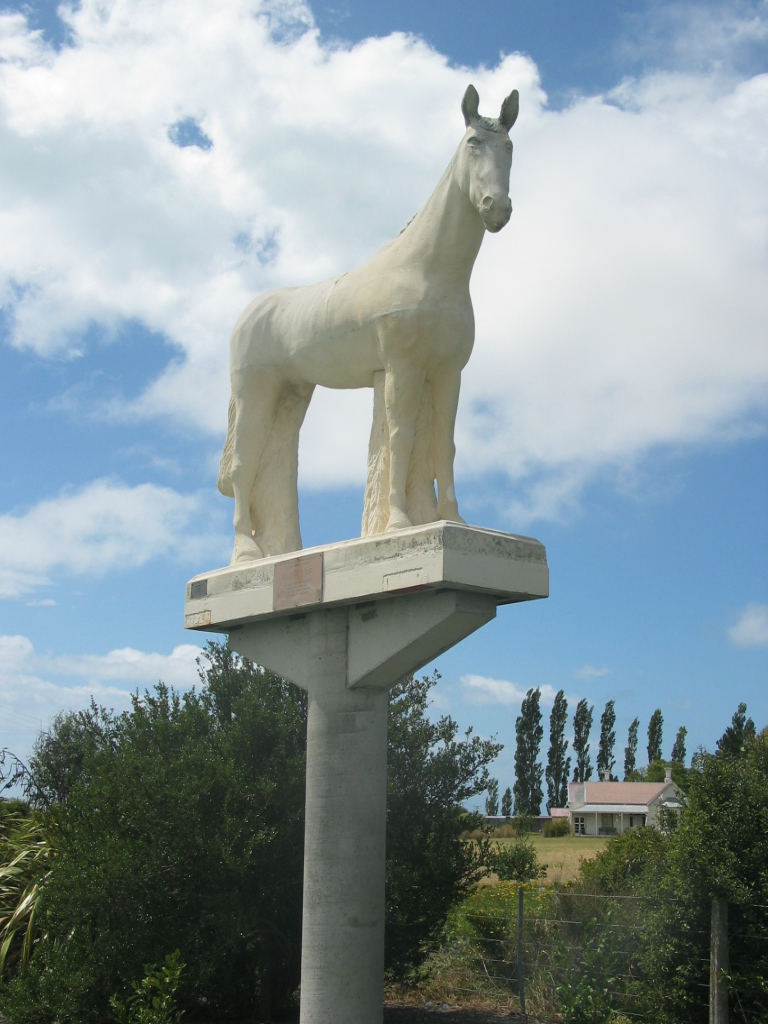
Denkmal Phar Laps an seinem Geburtsort Timaru, Neuseeland

Als die Nachricht von Phar Laps Tod Australien erreichte, trauerten viele Menschen. Einige Bücher wurden über ihn geschrieben, und es wurden mehrere Filme über ihn gedreht, z. B. 1984 der Kinofilm Phar Lap – Legende einer Nation. Phar Lap wurde als eines von fünf Pferden in die australische Racing Hall of Fame aufgenommen, zusammen mit den Rennpferden Carbine, Tulloch, Bernborough und Kingston Town. In der vom Blood-Horse Magazine aufgestellten Rangliste der 100 bedeutendsten Rennpferde des zwanzigsten Jahrhunderts nimmt er Platz 22 ein.
Es gab Spekulationen über die Ursache seines Todes, da eine Autopsie zum Vorschein brachte, dass seine Eingeweide entzündet gewesen waren. Viele glaubten, dass das Pferd vergiftet worden sei. Es gab verschiedene Theorien, von Bleivergiftung durch bleihaltige Insektizide bis zu natürlichen Ursachen wie Darmverschlingung. Knapp 80 Jahre nach dem Tod von Phar Lap gaben Forscher im Mai 2010 nach erneuten wissenschaftlichen Untersuchungen bekannt, dass die Todesursache geklärt werden konnte: Das Pferd starb an einer Arsenvergiftung. Allerdings blieb unklar, ob das Arsen zur Leistungssteigerung zugeführt oder zum Schaden des Tiers verabreicht wurde.